# Néferou-Ptah
Néferou-Ptah ou Ptahnéferou (« La beauté de Ptah ») est une fille du roi égyptien Amenemhat III (c. 1860 à 1814 av. J.-C.) de la XIIe dynastie. Sa sœur était le pharaon Néférousobek (« Beauté de Sobek »).

## Biographie
Néferou-Ptah est l'une des premières femmes royales dont le nom ait été écrit à l'intérieur d'un cartouche. Bien qu'elle n'ait jamais eu le titre de « femme du roi », elle devait avoir un statut spécial ; il est possible qu'elle ait été considérée comme une future dirigeante. 
Ses titres incluaient  membre de l'élite, une grande faveur, une grande louange et la fille du roi bien aimée de son corps.  
Un emplacement a été préparé à son intention dans la tombe de son père à Hawara. Cependant, elle n'a pas été enterrée là-bas, mais dans une petite pyramide à Hawara. Sa tombe a été retrouvée intacte en 1956 et contenait encore ses bijoux, un sarcophage en granit, trois vases en argent et d'autres objets. 
Une courte formule d'offrande était inscrite sur le sarcophage de granit. À l'intérieur du sarcophage ont été trouvés les restes pourris de deux cercueils en bois. Celui de l'extérieur était décoré d'une feuille d'or inscrite. Des inscriptions identiques ont été trouvées sur le sarcophage de la reine Hatchepsout qui a vécu environ 300 ans plus tard. Sa tombe est mentionnée sur un papyrus trouvé à El-Lahoun. Elle est représentée à côté de son père dans le temple de Médinet Madi. Les objets qui lui appartiennent comprennent un sphinx de granit noir et le fragment d'une statue trouvée à Éléphantine.  